# Jellinek
Jellinek is een van de grootste instellingen voor verslavingszorg in Nederland, met locaties voor behandeling in Amsterdam, Utrecht, Amersfoort, Amstelveen en de regio Gooi- en Vechtstreek (locatie Hilversum). 
Naast verslavingszorg (onder andere wat betreft alcoholisme-, drugs-, medicijnen- en gokverslaving) biedt de instelling ook preventieve activiteiten aan ter voorkoming van deze verslavingsproblemen.
De instelling is opgericht in 1908 als een consultatiebureau voor alcoholisme. De alcoholkliniek, die in de jaren vijftig van de 20e eeuw werd gesticht, werd genoemd naar een Amerikaanse onderzoeker op het gebied van het alcoholisme, dr. E.M. Jellinek. Dr. Jellinek ontwikkelde - de nog steeds gebruikte - classificatie van alcoholisten in vijf categorieën.
Per januari 2007 is Jellinek gefuseerd met Mentrum (Geestelijke Gezonderheidszorg) en ging door onder de naam JellinekMentrum. Door deze fusie kon de nieuwe organisatie geïntegreerde zorg van verslaving en psychose bieden. Per 1 september 2008 zijn JellinekMentrum en AMC de Meren gefuseerd tot zorginstelling Arkin.

## Afdelingen
De Jellinek-centra bieden zorg, advies, begeleiding etc. gerelateerd aan de meeste vormen van verslaving of middelenmisbruik. Naast de bekendste onderwerpen als alcoholverslaving en drugsverslaving, heeft Jellinek ook programma's voor en informatie over andere verslavingen zoals excessief soft-drugsgebruik, gokverslaving, etc.

### Alcohol
Omdat alcoholverslaving (en alcoholmisbruik in het algemeen) een groot probleem is waar veel mensen geconfronteerd mee worden (als verslaafde of de omgeving,) vormt de alcoholafdeling, samen met de drugshulp, de grootste groep binnen de organisatie.
Voor problematische drinkers of alcoholverslaafden biedt het centrum een tweetal soorten programma's: poliklinische en klinische behandelprogramma. Voorlichting aan risicogroepen en voorlichting ten behoeve van de omgeving (familie, werk, etc.) is mogelijk via preventieprogramma's.
De behandelprogramma's zijn in Amsterdam geconcentreerd op locatie Obrecht, aan de Jacob Obrechtstraat. Op deze locatie verzorgt Jellinek klinische programma's (waar de cliënten intern een programma volgen en ook in het Jellinek slapen), poliklinische cq. deeltijdprogramma's (mensen wonen thuis en volgen ofwel een programma op bijna elke werkdag of een minder intensief dagprogramma). Ook advieswerk (zoals custom preventie programma's voor doelgroepen), voorlichting en (academisch) onderzoek wordt hoofdzakelijk gecoördineerd vanuit deze vestiging. Sinds 2009 wordt er een Minnesota-behandeling geboden in Amstelveen. Deze kortdurende behandeling is gebaseerd op het 12-stappenplan van de AA (Anonieme Alcoholisten) en is toegankelijk voor mensen uit heel Nederland.

### Drugs
Net als bij de alcoholtak worden de drugshulpprogramma's zoveel mogelijk samengebracht op maximaal enkele locaties om efficiënter te opereren.
Er zijn enkele klinische programma's, zoals een CODA voor crisisopvang en detoxificatie, een behandelprogramma van enkele maanden (fulltime, klinisch), idem poliklinisch maar wel bijna dagvullend, budgetbeheer, advies en consultancy (inclusief preventie).
Ook programma's niet direct gericht op het beëindigen van het gebruik zijn er, zoals (een rol spelen bij de gemeentelijke) methadonverstrekking.
De CODA voor crisis en detoxificatie is (m.b.t. crisisopvang) niet exclusief voor drugscliënten, maar ook voor cliënten met een alcohol- én drugsprobleem.

### Reclassering
Jellinek is ook actief in de reclassering, voor cliënten die door hun verslavingsprobleem in aanraking zijn gekomen met justitie. Ook in diverse gevangenissen in de omgeving kan een Jellinek-medewerker als reclasseringsmedewerker gestationeerd zijn.